# Projeto de José Otacílio Sabóia Ribeiro para o Plano Piloto de Brasília

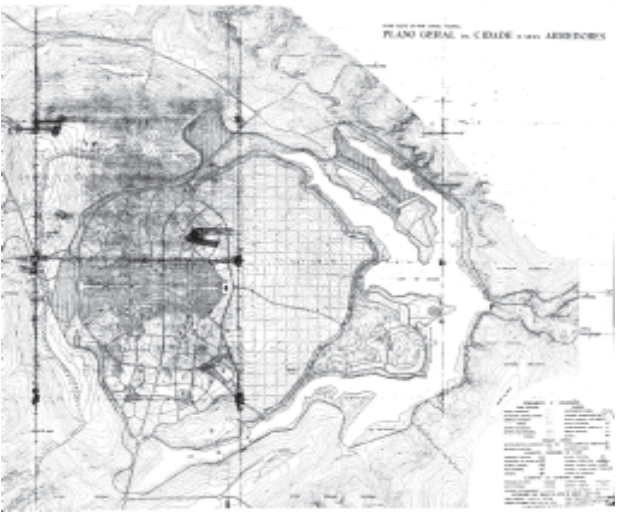
Projeto de José Otacílio Sabóia Ribeiro para o Plano Piloto de Brasília

O Projeto de José Otacílio Sabóia Ribeiro para o Plano Piloto de Brasília foi um dos 26 esboços de construção da atual capital do Brasil participantes do Concurso para o Plano Piloto de Brasília, realizado em 1957, sendo o projeto do engenheiro José Otacílio Sabóia Ribeiro baseado no urbanismo clássico e acadêmico, como o estilo barroco, acrescido de algumas soluções urbanísticas da atualidade. Seu plano se distinguia dos demais concorrentes por apresentar uma implantação distanciada do lago.

## Contexto

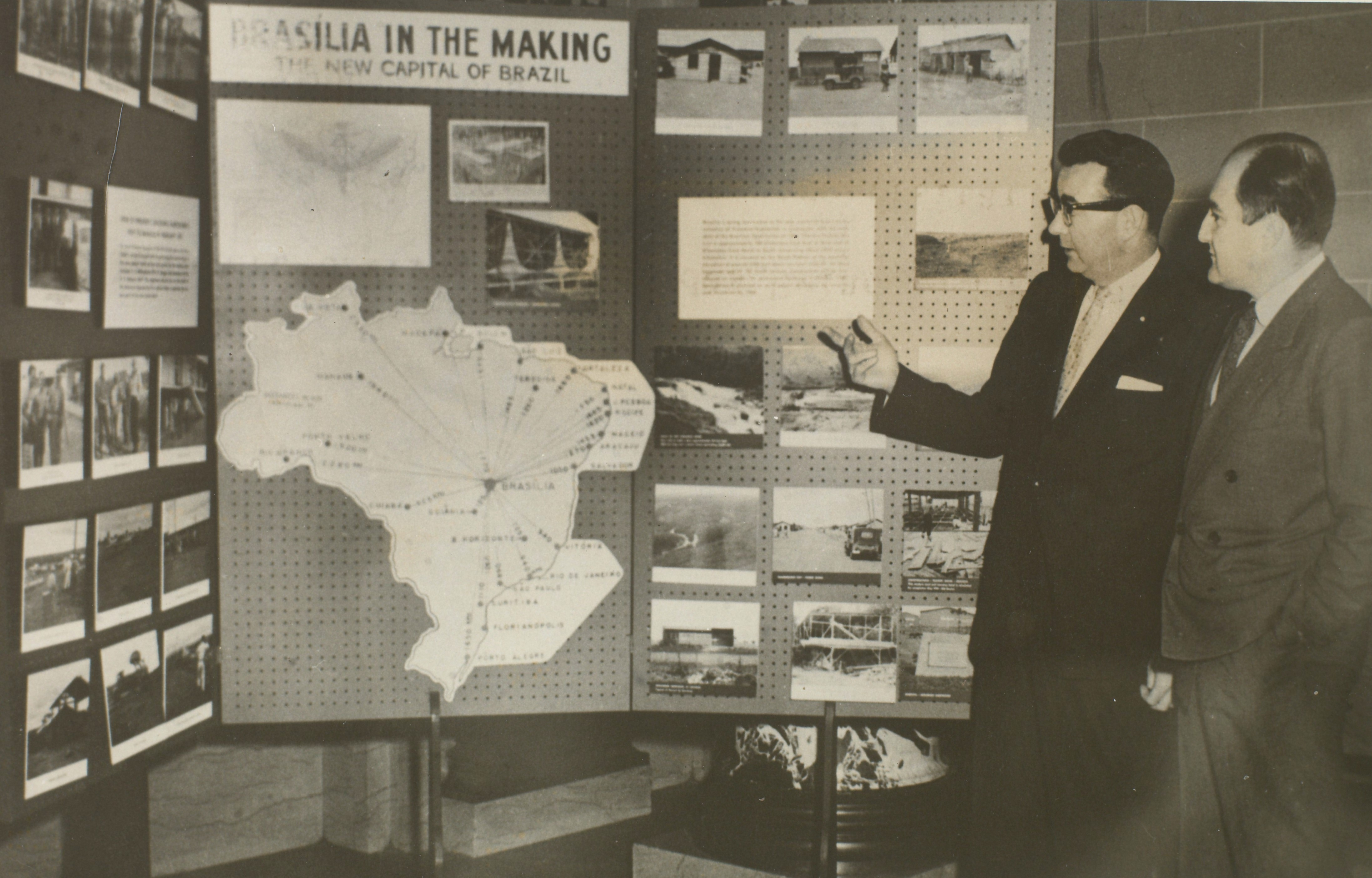
Exposição fotográfica dos planos de Brasília.

Em 1956, o então Presidente da República, Juscelino Kubitschek, que tinha como uma de suas principais metas de governo a transferência da capital federal do Rio de Janeiro para o Planalto Central e estava em seu primeiro ano de mandato, anunciou o Concurso para o Plano Piloto de Brasília, processo licitatório este que teve edital publicado no Diário Oficial da União, no dia 30 de setembro daquele ano e foi organizado pela Comissão de Planejamento da Construção e da Mudança da Capital Federal, comissão criada por Kubitschek após Oscar Niemeyer, arquiteto de sua confiança, recusar-se a realizar o projeto urbanístico, optando e se responsabilizando apenas pelo planejamento arquitetônico das edificações.
As condições e normas previstas no documento compreendiam a participação exclusiva de pessoas físicas ou jurídicas domiciliadas no país, regularmente habilitadas para o exercício da engenharia, da arquitetura e do urbanismo e um plano de cidade, transcrito em papel com tinta e cópia heliográfica, contendo um traçado básico, indicando a disposição dos principais elementos da estrutura urbana, projetada para quinhentas mil pessoas em uma área de cinco mil quilômetros quadrados, com um relatório de justificativa dos cálculos e do esquema cartográfico.
Ao todo, foram realizadas 62 inscrições no concurso, entre pessoas físicas e jurídicas, sendo a maioria esmagadora de pessoas físicas, das quais algumas se dividiram em equipes para a idealização das propostas, que totalizaram 26 anteprojetos. O plano de José Otacílio Sabóia Ribeiro foi feito individualmente e estava cadastrado como o anteprojeto de número sete.

## Proposta

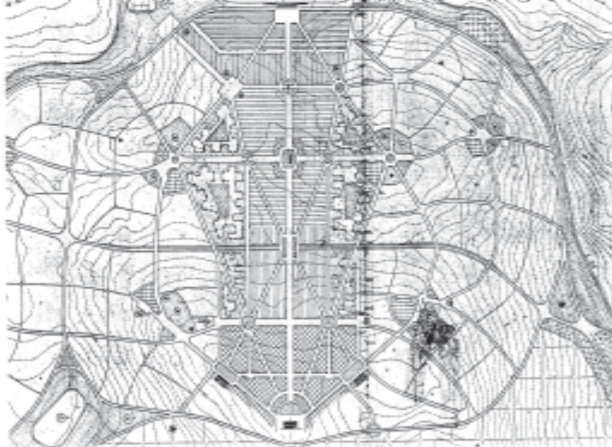
Plano geral da cidade, proposto por José Otacílio Sabóia Ribeiro.

O projeto de José Otacílio Sabóia Ribeiro para o Plano Piloto de Brasília foi baseado em elementos do urbanismo clássico e acadêmico, com os quais o autor tinha mais familiaridade por ter sido professor da área na Universidade Federal do Rio de Janeiro. Contando também com algumas soluções urbanísticas da atualidade, sua proposta foi construída ao longo de seis meses e compreendia a construção de uma cidade com  traçado de estilo barroco, unidade de vizinhança na estrutura habitacional, atividades distribuídas no entorno de forma heterogênea e possibilidade de comunicação com as diferentes cidades da região. Foi o único projeto que propôs toda a zona urbana distante do lago.
O traçado de estilo barroco que o autor projetou para a cidade fazia muita referência ao projeto do Palácio de Versalhes, com os eixos perspécticos, a monumentalização do poder central e o controle sobre as visuais e o potencial paisagístico definido. Esse estilo também seria incorporado nas unidades administrativas, a fim de representar o aspecto cívico da cidade. 
O conceito de unidade de vizinhança, também denominado freguesia, seria aplicado na área de habitação, que ocuparia a maior parte do plano. De acordo com esse sistema, grandes porções de áreas verdes, serviços e comércio se vinculariam aos prédios residenciais, denominados de apartamentos jardins. Esses edifícios se inseririam em células triangulares e se alinhariam continuamente ao longo de um grande jardim no centro de cada célula. Ao todo, existiriam dez núcleos de freguesia, sendo sete ao redor da região central, dois na borda oeste do lago e um no quadrante norte do lago. 
No macroplanejamento constam as diretrizes para as atividades do entorno e para a comunicação entre as diferentes cidades da região, que seria garantida por autoestradas com saídas para Corumbá, Anápolis, Formosa, Planaltina, Unaí e Cristalina.
Também houve uma preocupação com a questão ambiental, controlando o uso do solo por meio de áreas de proteção, construindo a paisagem natural e apropriando as qualidades do lago. Para a preservação do potencial natural, foram propostas Florestas Protetoras de Mananciais e atividades de preservação, estudo e pesquisa, como o Parque Nacional, a Estação Biológica e as Florestas Econômicas, que ficariam todos na área leste do plano. Já o quadrante sul contaria com sítios e fazendas como forma de ocupação e teria ainda atividades produtivas, como granjas e uma faixa pomo-hortícola, mas com respeito à área do aeroporto, definido para a mesma região. Em relação ao lago, este receberia uma cinta verde em toda a sua extensão. 
Outra característica do plano foi a preocupação estética em definir desenhos simples que dialogassem com a tradição urbanística. Isso pode ser observado no extremo leste da borda do lago, que foi demarcado por uma via de contorno interligada ao traçado da cidade, e no viário externo à cidade e na avenida que englobaria toda a area urbana, pois estes configuravam-se como dois círculos. 

## Decisão do júri
O júri do concurso, composto por dois representantes da Companhia Urbanizadora da Nova Capital do Brasil (Novacap), um representante do Instituto de Arquitetura do Brasil, um representante do Clube de Engenharia e dois urbanistas estrangeiros, deveria selecionar dez finalistas, embora somente os cinco primeiros classificados fossem receber premiações, sendo um milhão de cruzeiros para o primeiro lugar, quinhentos mil cruzeiros para o segundo lugar, quatrocentos mil cruzeiros para o terceiro lugar, trezentos mil cruzeiros para o quarto lugar e duzentos mil cruzeiros para o quinto lugar. O resultado foi divulgado no Diário Oficial da União no dia 25 de março de 1957, sendo eleito vencedor o projeto do arquiteto e urbanista Lúcio Costa, proposta que se caracterizava, principamente, por um Eixo Rodoviário e um Eixo Monumental, e foi executada. Já o projeto de José Otacílio Sabóia Ribeiro sequer ficou entre os dez finalistas. 